# Byle być sobą
Byle być sobą – debiutancki album polskiego wokalisty Michała Szpaka, wydany 13 listopada 2015 nakładem Sony Music Entertainment Poland.

## Informacje o albumie
Wydawnictwo składa się z jednej płyty CD, na której umieszczono dwanaście zróżnicowanych stylistycznie utworów, które odzwierciedlają zainteresowanie twórcy, przede wszystkim klimatem muzycznym lat 80. i 90., oraz jego zamiłowanie do muzyki symfonicznej. Album został wyprodukowany przez Beat Music, za mastering odpowiedzialny jest Piotr Mańkowski z Coverius Studio.
Płyta dedykowana jest pamięci zmarłej w marcu 2015 roku mamy Michała.

## Single
Pierwszym singlem promującym album był utwór „Real Hero”, wydany 15 kwietnia 2015, jego polska wersja „Jesteś bohaterem” ukazała się 12 czerwca 2015. Tytułowy singel „Byle być sobą” miał swoją premierę 23 października 2015. Teledysk do trzeciego singla „Such Is Life” ukazał się 21 grudnia 2015. 21 grudnia 2015 ukazał się lyric video do utworu „Color of Your Life”. 13 marca 2016 roku ukazał się oficjalny teledysk do utworu. Klip został zrealizowany w Parku Krajobrazowym w Bukowcu. 21 września 2016 roku ukazał się teledysk do piątego singla „Rosanna”, w którym można podejrzeć wokalistę nie tylko na scenie, ale również za kulisami. Kamera przez wiele tygodni towarzyszyła artyście, aby z zarejestrowanego materiału powstał swego rodzaju mini film ukazujący życie w trasie wokalisty. Ostatnim singlem został utwór "Tic Tac Clock", teledysk do niego ukazał się przedpremierowo w serwisie wp.tv 29 maja 2017r., który ukazuje Michała podczas zagranicznych podróży wokalisty. Zaś na oficjalnym kanale Vevo Michała ukazał się 7 czerwca.

## Lista utworów
| Nr  | Tytuł utworu          | Słowa            | Muzyka        | Długość |
| --- | --------------------- | ---------------- | ------------- | ------- |
| 1.  | „Real Hero”           | Olivia Morney    | Jamie Axel    | 3:40    |
| 2.  | „Byle być sobą”       | Aldona Dąbrowska | Mateusz Kreza | 2:59    |
| 3.  | „Rosanna”             | Olivia Morney    | Jamie Axel    | 3:36    |
| 4.  | „Bo życie takie jest” | Aldona Dąbrowska | Jamie Axel    | 3:29    |
| 5.  | „Tic Tac Clock”       | Mia Ottis        | John Nor      | 3:33    |
| 6.  | „What a Shame”        | Olivia Morney    | Jamie Axel    | 4:01    |
| 7.  | „Upaść, ale wstać”    | Aldona Dąbrowska | Jamie Axel    | 3:31    |
| 8.  | „Znika cały mrok”     | Aldona Dąbrowska | Jamie Axel    | 3:05    |
| 9.  | „Color of Your Life”  | Kamil Varen      | Andy Palmer   | 3:20    |
| 10. | „Ostatni zakręt”      | Aldona Dąbrowska | Jamie Axel    | 2:05    |
| 11. | „Jesteś bohaterem”    | Aldona Dąbrowska | Jamie Axel    | 3:31    |
| 12. | „Such Is Life”        | Olivia Morney    | Jamie Axel    | 3:30    |
|     |                       |                  |               | 40:20   |

## Certyfikat
| Polska (ZPAV) | Tytułem       | Status             | Sprzedaż |
| ------------- | ------------- | ------------------ | -------- |
| Polska (ZPAV) | Byle być sobą | 2x platynowa płyta | 60 000+  |